# Ла Тремуй, Жозеф-Эмманюэль де
Жозеф-Эмманюэль де Ла Тремуй (фр. Joseph-Emmanuel de La Trémoille; 28 июня 1659 — 10 января 1720, Рим, Папская область) — французский кардинал. Камерленго Священной Коллегии кардиналов с 14 января 1714 по 31 января 1715. Епископ Байё с 8 июня 1716 по 11 мая 1718. Архиепископ Камбре с 11 мая 1718 по 10 января 1720. Кардинал-священник с 17 мая 1706, с титулом церкви Сантиссима-Тринита-аль-Монте-Пинчо с 25 июня 1706 по 10 января 1720.

## Биография
Родился в 1659 году в знатной семье Ла Тремуй, его отцом был Луи де Ла Тремуй, граф Нуармутье. Старшей сестрой Жозефа-Эмманюэля была Мария Анна де Ла Тремуй, обладавшая влиянием при дворах Франции и Испании и добившаяся для брата многих постов и привилегий.
Учился в Сорбонне, где получил докторскую степень, по окончании учёбы был рукоположен в священники. В 1693—1702 годах занимал ряд церковных постов, в 1702—1706 годах был представителем короля Испании Филиппа V во время пребывания того в Неаполе.
На консистории 17 мая 1706 года был назначен кардиналом, получил титул кардинала-священника церкви Сантиссима-Тринита-аль-Монте-Пинчо. Как это случалось в Средневековье и Новое время с представителями знатных семейств, Ла-Тремуй получил кардинальскую шапку, не будучи епископом. С 1706 года и до смерти являлся представителем Франции перед Святым Престолом, с 1708 года — коммандор ордена Святого Духа. С 1710 года — коммендатор важного аббатства Святого Стефана в Кане.
27 января 1716 года был избран епископом Байё, избрание было подтверждено Святым Престолом 8 июня того же года. 11 мая 1718 года он был переведён на кафедру архиепископа Камбре и только после этого, 30 мая 1719 года состоялась его епископская хиротония, которую возглавлял папа римский Климент XI
Умер 10 января 1720 года в своём дворце в Риме, похоронен в церкви Сан-Луиджи-деи-Франчези.